# گوستاویا
گوستاویا (به فرانسوی: Gustavia) پایتخت و شهر اصلی جزیره سنت بارثلمی از مجموعه فرادریایی فرانسه‌است.

## خصوصیات
گوستاویا ۲٬۳۰۰ نفر جمعیت دارد.